# Specht-Tintling
Der Specht- oder Elstern-Tintling (Coprinopsis picacea, Syn. Coprinus picaceus) ist eine Pilzart aus der Familie der Mürblingsverwandten (Psathyrellaceae).

## Merkmale

### Makroskopische Merkmale
Der Hut ist anfangs eiförmig, wobei er eine Breite von 7 cm erreicht. Später spannt er sich auf und nimmt eine Glockenform an, die bis zu 8 cm breit wird. Der Hut ist gerieft und bei ganz jungen Pilzen weiß gefärbt. Er bricht mit zunehmendem Alter auf, so dass der beige- bis dunkelbraune Grund hervortritt. Reste des weißen, graulichen bis cremefarbenen Velums bleiben als Flocken auf dem Hut haften, wodurch der Eindruck eines Specht- oder Elstergefieders entsteht. Mit zunehmendem Alter rollt sich der Hutrand nach oben und löst sich auf. Die Lamellen stehen sehr dicht und sind anfangs grauweißlich, dann rosa bis grau gefärbt. Schließlich zerfließen sie tropfend und schwarz. Der Stiel ist weißlich und wird 12–20(–30) cm lang und 6–15 mm dick. Er ist hohl und wenig stabil, nach oben hin etwas verjüngt und mit Schuppen oder feinen Fasern bedeckt, die zur Basis hin eine Natterung bilden. Das Fleisch ist weißlich von faserig wässriger Konsistenz und besitzt manchmal einen unangenehmen Geruch nach Mottenpulver. Der Geschmack ist ebenfalls unangenehm.

### Mikroskopische Merkmale
Die elliptischen, dunkelbraunen Sporen sind 14–18,5 × 10–13 µm groß. Die Cheilo- und Pleurozystiden sind blasen- oder sack- bis schlauchförmig. Sie werden bis zu 150 µm lang und 50 µm breit.

## Artabgrenzung
Im jungen Stadium, bevor die Huthaut aufgebrochen ist, ähnelt der Specht-Tintling dem jungen Schopf-Tintling (Coprinus comatus).
Außerdem existiert mit dem Kleinsporigen oder Kleinen Specht-Tintling (Coprinopsis stangliana) eine Miniaturausgabe des Specht-Tintlings. Der Pilz hat jedoch deutlich kleinere Fruchtkörper und besiedelt in erster Linie trockene, oft stark sonnenbeschienene Offengrasstandorte auf Kalkböden und kommt nur selten an trockenen Stellen in Laubmischwäldern vor. Mikroskopisch unterscheidet sich die Art zudem durch kleinere Sporenmaße.

## Ökologie und Phänologie
Der Specht-Tintling kommt vor allem in mesophilen Buchenwäldern vor. Daneben ist er in wärmebegünstigten Eichen- und Eichen-Hainbuchen-Wäldern zu finden. Der Pilz lebt als Saprobiont auf basenreichen, seltener neutralen Lehmböden und Rendzinen. Diese sind flachgründig und schwach humos. Der Specht-Tintling ist ein Kalkzeiger.
Der Specht-Tintling ist ein relativ seltener Pilz, der von August bis Oktober, vereinzelt noch im November, zu finden ist. Meist erscheint er eher spät.

## Verbreitung
Der Specht-Tintling ist in Europa und in Australien verbreitet. In Europa reicht das Gebiet von Großbritannien und Frankreich im Westen bis Polen, Ungarn und Rumänien im Osten sowie südwärts bis Spanien und den Balearen, Italien und Griechenland bis nach Dänemark in den Norden. In Deutschland ist die Art zerstreut bis ortshäufig anzutreffen. Ausnahmen bilden das Bundesland Sachsen und die Höhenlagen in Süddeutschland, wo die Art selten vorkommt.

### Einzelnachweis
1. ↑  
Matthias Lüderitz, Andreas Gminder: Verantwortungsarten bei Großpilzen in Deutschland. In: Beiheft zur Zeitschrift für Mykologie. Band 13, S. 71–80.